# Vinnie Vincent
Vinnie Vincent, pseudonimo di Vincent John Cusano (Bridgeport, 6 agosto 1952), è un chitarrista statunitense noto soprattutto per la sua breve militanza nei Kiss e successivamente nei Vinnie Vincent Invasion.

## Biografia

### Gli inizi
Iniziò a suonare la chitarra in età adolescenziale, seguendo il suo idolo Jeff Beck. Intorno ai 16 anni iniziò a suonare in vari gruppi minori. Negli anni settanta collaborò con i seguenti artisti:
- 1976 - Kid Cashmir & Winnie LeCoux
- 1976 - Hitchhikers
- 1977 - Treasure
- 1978 - Laura Nyro
- 1978 - Dan Hartman
- 1979 - Felix Cavaliere
- 1980 - Warrior
- 1981 - Heat
- 1981 - Carmine Appice

### I Kiss

The Ankh Warrior

Agli inizi degli anni ottanta, tramite Adam Mitchell, il chitarrista conobbe il bassista dei Kiss Gene Simmons, il quale cercava un rimpiazzo per Ace Frehley, uscito dal gruppo dopo il flop commerciale di Music from "The Elder". Entrato nella band, Vincent contribuì alla realizzazione di Creatures of the Night, suonando la chitarra in quattro brani dell'album (tra gli altri chitarristi partecipanti in sostituzione di Frehley ci furono anche Bob Kulick e Robben Ford). Ciò nonostante il disco mostra in copertina ancora Frehley, che non aveva preso parte alla composizione dei brani né tantomeno alla registrazione.
Il successo del disco indusse Simmons e l'altro membro fondatore, il chitarrista ritmico Paul Stanley, a riconfermare la sua prestazione nei Kiss. Durante la tournée del disco, Vincent, come tutti gli altri componenti, doveva indossare un trucco rappresentante un personaggio e Stanley gli affidò quello di un guerriero egiziano, The Warrior (talvolta chiamato anche The Ankh Warrior, dato il fatto che il suo trucco era costituito da un ankh color oro che era disegnato nella parte della faccia compresa tra la fronte e il naso). Al termine del tour, Vincent venne inaspettatamente licenziato per incompatibilità caratteriali, ma venne subito ricontattato dal gruppo in quanto non si riusciva a trovare un sostituto (anche se si dice che Robbin Crosby dei Ratt fece parte dei Kiss per un brevissimo tempo).
Nel 1983 venne pubblicato Lick It Up, il primo album dei Kiss in cui apparirono senza maschere e che rappresentò il passaggio dal glam rock degli esordi all'allora gettonato hair metal. Vincent suonò tutti i pezzi del disco. Gli attriti con i membri fondatori non accennarono a placarsi e, questa volta, Stanley e Simmons lo licenziarono, definitivamente. I motivi più accreditati sono dovuti a mancati diritti d'autore nei confronti di Vincent, specie in Creatures of the Night, i quali crediti sono oggetto di discussione tra il chitarrista e i due fondatori della band. Nel 1986 il chitarrista chiese il risarcimento di 6 milioni di dollari nei confronti del management dei Kiss, ma Vincent perse la causa e non ricevette nulla.

### I Vinnie Vincent Invasion e altre collaborazioni
Uscito dai Kiss, Vinnie fondò una propria band, i Vinnie Vincent Invasion. Questo complesso pubblicò solamente due dischi in studio, l'omonimo Vinnie Vincent Invasion (1986) e All Systems Go (1988).
Vinnie collaborò anche con i The Bangles, collaborando nella composizione del brano Make a Play For Her Now dal disco Everything (1988).
Agli inizi degli anni novanta, Vincent sembrò ritornare in buoni rapporti con i Kiss e partecipò solamente alla composizione di alcuni brani di Revenge (Unholy, Heart Of Chrome e I Just Wanna). Fu, comunque, un'amichevole parentesi di breve durata e, ancora una volta, si creò astio tra le due parti.
Nel 1992, il chitarrista e i Kiss si recarono ancora una volta in tribunale sempre per riconoscimenti negati (probabilmente riguardanti Revenge) e anche questa volta, Vincent chiese un indennizzo di 6 milioni di dollari. Anche questa causa venne vinta dal gruppo. Da quel momento, il chitarrista e i due membri fondatori della band non hanno più avuto contatti.
In tempi recenti, Vincent ha pubblicato due EP: Euphoria (1996) e Archive Volumes I: Speedball Jamm (2004).

## Discografia

### Solista
- 1996 - Euphoria (EP)
- 2004 - Archive Volumes I: Speedball Jamm (EP)

### Kiss

#### In studio
- 1982 - Creatures of the Night
- 1983 - Lick It Up

#### Raccolte
- 2002 - The Very Best of Kiss
- 2004 - 20th Century Masters: Millennium Collection 2

### Vinnie Vincent Invasion

#### Album in studio
- 1986 - Vinnie Vincent Invasion
- 1988 - All Systems Go

#### Raccolte
- 2003 - Special Edition

### Altre partecipazioni
- 1976 - Kid Cashmir & Winnie LeCoux - Happy Birthday U.S.A.
- 1976 - Hitchhikers - Hitchhikers
- 1977 - Treasure - Treasure
- 1977 - Laura Nyro - Nested
- 1978 - Dan Hartman - Instant Replay
- 1981 - Heat - Still Waiting
- 1982 - Peter Criss - Let Me Rock You
- 1983 - Was (Not Was) - Born To Laugh At Tornadoes
- 1984 - 3 Speed - Back on the Streets
- 1988 - The Bangles - Everything